# Chiến dịch Hong Kil Dong
Chiến dịch Hong Kil Dong được coi là chiến dịch lớn nhất của Quân đội Hàn Quốc trong Chiến tranh Việt Nam. Chiến dịch kéo dài 48 ngày này đã ngăn cản được các cuộc xâm nhập của Quân Giải phóng miền Nam Việt Nam vào các vùng, khu vực do phe liên quân bao gồm Hoa Kỳ, Việt Nam Cộng hòa cùng Hàn Quốc kiểm soát.